# Akaflieg München Mü 31

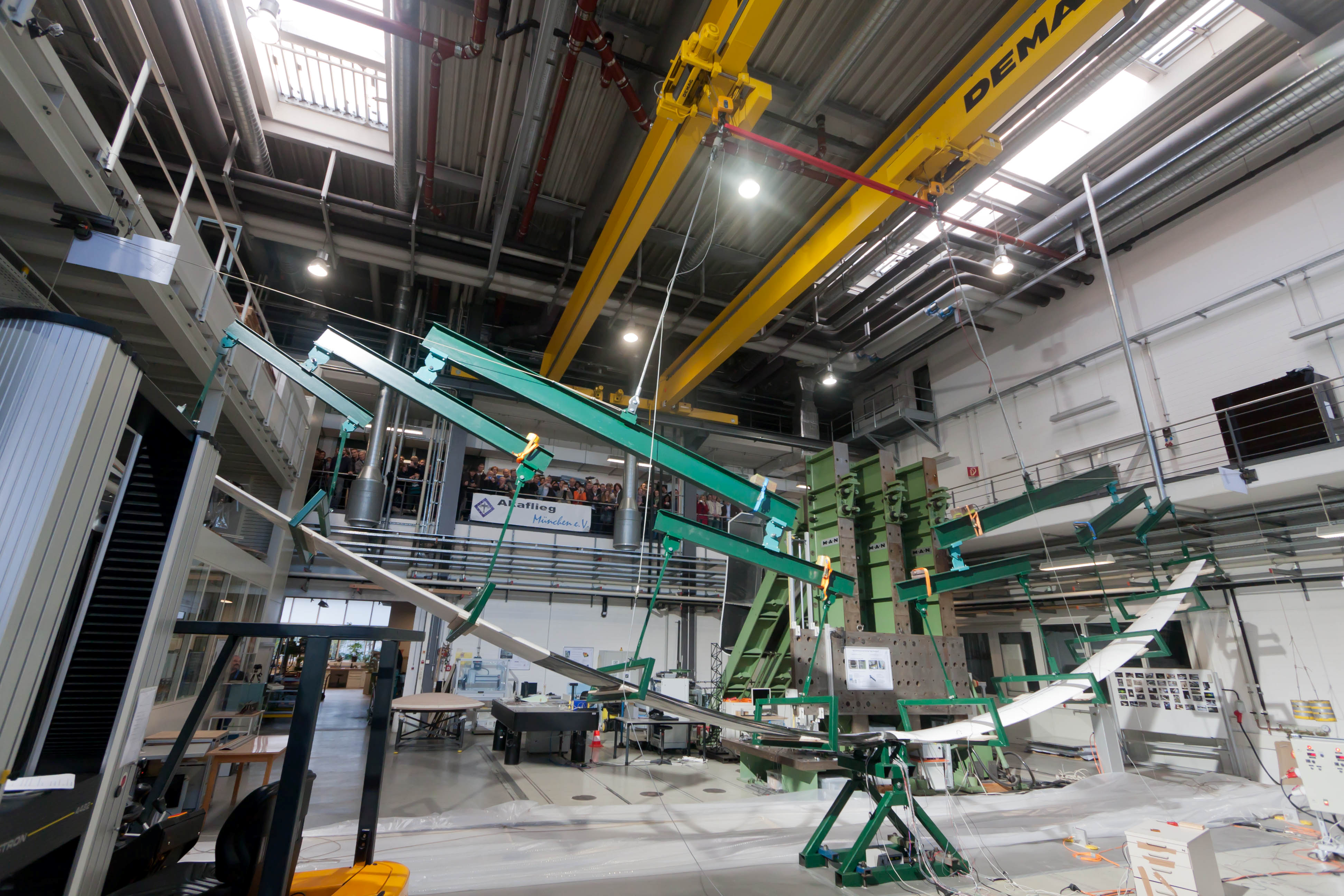
Flügelbruchversuch der Mü 31, 2011

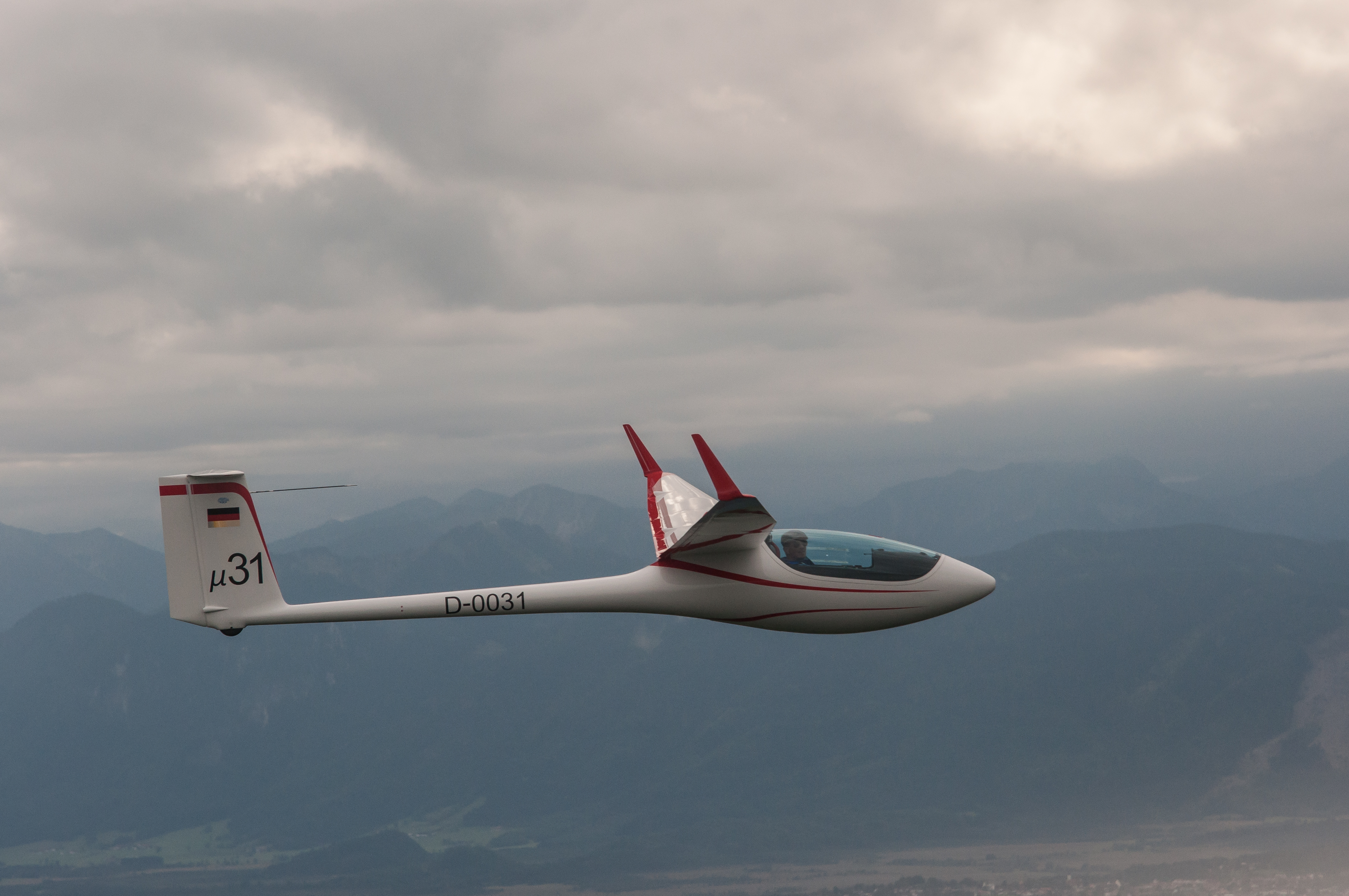
Erstflug am 15. September 2017 in Königsdorf

Die Akaflieg München Mü 31 ist ein Hochleistungssegelflugzeug der 15-m-FAI-Rennklasse der studentischen Fliegergruppe Akaflieg München.

## Geschichte
Mehrere Mitglieder der Akademischen Fliegergruppe beschäftigten sich zum Ende der 1990er Jahre in Studienarbeiten an der TU München mit der Verringerung des Strömungswiderstands von Segelflugzeugen. Dies führte zum Entwurf eines Schulterdeckers mit optimiertem Flügel-Rumpf-Übergang, dessen Konzept 2005 im Windkanal der TU Delft mit positivem Ergebnis überprüft wurde. Nach Abschluss der Konstruktion begann 2008 in den Akaflieg-Werkstätten in Garching bei München der Bau einer Bruchzelle für Belastungsversuche an Tragfläche und Rumpf. Ab 2012 erfolgte der Bau des Mü 31 genannten Flugzeuges und am 15. September 2017 am Segelfluggelände Königsdorf dessen Erstflug.

## Konstruktion
Das Flugzeug mit Tragflächen in Schulterdeckeranordnung, um die Verschneidung und damit den Interferenzwiderstand zwischen Tragfläche und Rumpf gering zu halten, wurde aus Faserverbundwerkstoffen gefertigt. Zur Verringerung des Konstruktionsaufwands wurden Rumpfteile und Leitwerk der ASW 27 verwendet.

## Technische Daten
| Kenngröße             | Daten    |
| --------------------- | -------- |
| Besatzung             | 1        |
| Spannweite            | 15 m     |
| Flügelfläche          | 9 m²     |
| Flügelstreckung       | 25       |
| Gleitzahl             |          |
| Leermasse             | 240 kg   |
| max. Wasserballast    | 150 l    |
| max. Startmasse       | 500 kg   |
| Höchstgeschwindigkeit | 285 km/h |